# 1972 Голяма награда на Монако
1972 Голяма награда на Монако е 19-о за Голямата награда на Монако и четвърти кръг от сезон 1972 във Формула 1, провежда се на 14 май 1972 година по улиците на Монте Карло, Монако.

## История на кръга
За разлика от ГП на Монако през 1971, трасето се сдоби с нов шикан, докато боксовете са преместени след тунела. Марио Андрети и Питър Ревсън пропускат това състезание, поради ангажименти за Индианаполис 500, и докато Ферари не намери заместник за мястото на Андрети, Брайън Редмън е повикан от Макларън, за да кара заедно с лидера на отбора Дени Хълм. Хелмут Марко се завърна за БРМ, докато Алекс Соле-Руа е освободен от отбора окончателно, заради слабите резултати.

### Квалификация
С непоявяването на Текно, всички 25-има пилоти имат право за участие за състезанието в неделя, независимо в коя позиция се класират за стартовата решетка. Дъждът повлия много на времената в събота, и Емерсон Фитипалди с Лотус постига първата пол-позиция в неговата кариера. На две десети от бразилеца е пилотът на Ферари Джаки Икс, а на втора редица се нареди съотборника му Клей Регацони, и БРМ-а на Жан-Пиер Белтоаз. Питър Гетин с втория БРМ, Крис Еймън с Матра, Хълм, Джеки Стюарт с Тирел, Анри Пескароло с частния Марч и Редмън допълват местата от топ 10.

### Състезание
Два часа преди началото на състезанието, дъждът отново посети Монте Карло, а ситуацията стана още по-лоша след като планираното 30 минутна сесия не се състоя, поради появяването на кралското семейство на княжеството. Голям облак от вода се образува, когато пилотите започнаха състезанието, но това не повлия Белтоаз, който се изстреля напред към първия завой, за да поведе колоната. И докато БРМ-а на французина се отдалечи от останалите, другите трима пилоти Регацони, Фитипалди и Икс също се отдалечиха, преди швейцареца да вземе изхода на пътя като Фитипалди го последва заради нулевата видимост. Това помогна на Икс да спечели две места. Райн Визел е първият отпаднал със счупен двигател, докато пилотите на Макларън са направили същата грешка, която Фитипалди я направи по-рано.
Гетин изпревари за момент Тирел-а на Стюарт за шесто място в 16-а обиколка, преди шотландеца да си върне позицията, след което започна да преследва двете Ферари-та, докато Фитипалди и Еймън загубиха позиции и от Стюарт и от Гетин. В началото на 28-ата обиколка Гетин удари силно своя БРМ при шикана, което принуди колоната да използва изходния път, докато Тим Шенкен повреди своя Съртис, четири обиколки по-късно, а преди това е ударен от лидера на състезанието при опита на австралиеца да даде път на Белтоаз.
След преполовяването на половината дистанция, Белтоаз се наслади на огромната си преднина пред Икс, докато Стюарт изпревари Регацони за трета позиция. В 43-та шампионът направи грешка и се върна зад швейцареца. Майк Хейлууд и Хоудън Гънли не прецениха спирането на шикана като новозеландеца се заби зад Съртис-а на англичанина, пращайки и двамата извън състезанието, като последния спря няколко завоя по напред. Заради инцидента, голямо количество гориво разля една част от трасето и Регацони стана жертва на разписаното масло, обиколка по-късно. Това прати Стюарт на трета позиция, преди да намали скоростта си, заради проблеми с двигателя (същия проблем сполетя и съотборника на Джеки, Франсоа Север) и принуждавайки на Емерсон Фитипалди да го задмине в заключителните обиколки.
Един пилот контролира събитията от старта до финала и това е Белтоаз, който записа единствената си победа в своята кариера (също така ставайки първия от общо трима пилоти, чиято единствена победа идва от ГП на Монако). Победата окуражава БРМ, които имат непрекъснати проблеми от началото на сезона след загубата на двама талантливи пилоти предната година, и победата на Белтоаз, който добре познава лошите условия, е важна за британския отбор. Икс завърши на 32 секунди от победителя (макар някой крайни класирания да показват минута и половина), пред Фитипалди и Стюарт. Редмън завърши пети, което е добър резултат за Макларън, въпреки лошите условия, а Еймън се добра до шестата позиция. Останалите 11 пилоти с изключение на Север, който е не-класиран останаха доволни поне да финишират състезанието.

## Класиране
| Поз | No | Пилот             | Конструктор   | Обиколки | Време/Отпадане | Място | Точки |
| --- | -- | ----------------- | ------------- | -------- | -------------- | ----- | ----- |
| 1   | 17 | Жан-Пиер Белтоаз  | БРМ           | 80       | 2:26:55.3      | 4     | 9     |
| 2   | 6  | Джеки Икс         | Ферари        | 80       | + 38.2         | 2     | 6     |
| 3   | 8  | Емерсон Фитипалди | Лотус-Форд    | 79       | + 1 Об.        | 1     | 4     |
| 4   | 1  | Джеки Стюърт      | Тирел-Форд    | 78       | + 2 Об.        | 8     | 3     |
| 5   | 15 | Брайън Редмън     | Макларън-Форд | 77       | + 3 Об.        | 10    | 2     |
| 6   | 16 | Крис Еймън        | Матра         | 77       | + 3 Об.        | 6     | 1     |
| 7   | 12 | Андреа де Адамич  | Съртис-Форд   | 77       | + 3 Об.        | 18    |       |
| 8   | 26 | Хелмут Марко      | БРМ           | 77       | + 3 Об.        | 17    |       |
| 9   | 21 | Уилсън Фитипалди  | Брабам-Форд   | 77       | + 3 Об.        | 21    |       |
| 10  | 27 | Ролф Щомелен      | Марч-Форд     | 77       | + 3 Об.        | 25    |       |
| 11  | 3  | Рони Петерсон     | Марч-Форд     | 76       | + 4 Об.        | 15    |       |
| 12  | 20 | Греъм Хил         | Брабам-Форд   | 76       | + 4 Об.        | 20    |       |
| 13  | 5  | Майк Бютлър       | Марч-Форд     | 76       | + 4 Об.        | 23    |       |
| 14  | 9  | Дейв Уокър        | Лотус-Форд    | 75       | + 5 Об.        | 14    |       |
| 15  | 14 | Дени Хълм         | Макларън-Форд | 74       | + 6 Об.        | 7     |       |
| 16  | 4  | Ники Лауда        | Марч-Форд     | 74       | + 6 Об.        | 22    |       |
| 17  | 23 | Карлос Паче       | Марч-Форд     | 72       | + 8 Об.        | 24    |       |
| НКл | 2  | Франсоа Север     | Тирел-Форд    | 70       | Не е класиран  | 12    |       |
| Отп | 22 | Анри Пескароло    | Марч-Форд     | 58       | Инцидент       | 9     |       |
| Отп | 7  | Клей Регацони     | Ферари        | 51       | Инцидент       | 3     |       |
| Отп | 11 | Майк Хейлууд      | Съртис-Форд   | 48       | Инцидент       | 11    |       |
| Отп | 19 | Хоудън Гънли      | БРМ           | 47       | Инцидент       | 20    |       |
| Отп | 10 | Тим Шенкен        | Съртис-Форд   | 31       | Инцидент       | 13    |       |
| Отп | 18 | Питър Гетин       | БРМ           | 27       | Инцидент       | 5     |       |
| Отп | 28 | Райн Визел        | БРМ           | 16       | Двигател       | 16    |       |

## Класиране след състезанието
| Поз | Пилот             | Точки |
| --- | ----------------- | ----- |
| 1   | Емерсон Фитипалди | 19    |
| 2   | Джеки Икс         | 16    |
| 3   | Дени Хълм         | 15    |
| 4   | Джеки Стюърт      | 12    |
| 5   | Жан-Пиер Белтоаз  | 9     |
| 6   | Клей Регацони     | 7     |
| 7   | Питър Ревсън      | 6     |
| 8   | Марио Андрети     | 3     |

| Поз | Конструктор   | Точки |
| --- | ------------- | ----- |
| 1   | Лотус-Форд    | 19    |
| 2   | Макларън-Форд | 19    |
| 3   | Ферари        | 19    |
| 4   | Тирел-Форд    | 12    |
| 5   | БРМ           | 9     |
| 6   | Съртис-Форд   | 5     |
| 7   | Марч-Форд     | 4     |
| 8   | Брабам-Форд   | 1     |